# Penguhapan
Penguhapan is een bestuurslaag in het regentschap Aceh Tenggara van de provincie Atjeh, Indonesië. Penguhapan telt 272 inwoners (volkstelling 2010).